# Юр Марина Володимирівна
Марина Володимирівна Юр (нар. 17 червня 1968, Немирів Вінницької області) — український мистецтвознавець, художник, педагог, доктор мистецтвознавства, член Національної спілки художників України, лауреат Державної премії України в галузі науки і техніки.

## Біографія
М. В. Юр народилася 17 червня 1968 року у Немирові. Здобула середню освіту в немирівській загальносвітній школі № 1 (1985 р.).
У 1991 році закінчила художньо-графічний факультет Одеського державного педагогічного інституту імені К. Д. Ушинського (педагоги з фаху: М. Резніченко, В. Григор'єва, В. Філіпенко, Л. Риндіна, О. Риндін, А. Ворохта, О. Письмиченко, Л. Уреньов). Навчалася в аспірантурі Інституту мистецтвознавства, фольклористики та етнології  імені М. Т. Рильського НАН України (1993−1996; відділ образотворчого мистецтва, керівник Селівачов М. Р.). У 1998 році захистила дисертацію «Розписи українських весільних скринь середини ХІХ — початку ХХ століття: типологія, іконографія, художні особливості» на здобуття наукового ступеня кандидата мистецтвознавства, а у 2021 році — дисертацію «Український живопис ХІХ — початку ХХІ століття: національна, конвенціональна, авторська моделі» і здобула науковий ступінь доктора мистецтвознавства.
В 1991—1993 роках викладала в Черкаському національному університеті імені Б. Хмельницького дисципліни: «Історія всесвітнього мистецтва», «Декоративно-прикладне мистецтво», «Малюнок», «Живопис»). З 1997 року працювала мистецтвознавцем та науковим співробітником Інституту мистецтвознавства, фольклористики та етнології  ім. М. Т. Рильського НАН України (далі — ІМФЕ), науковим співробітником групи координації міжнародних українознавчих досліджень при Інституті історії України НАН України, займалася організацією Міжнародних конгресів україністів (Одеса, 1999; Донецьк, 2005), молодшим науковим співробітник, науковий співробітником, старшим науковим співробітником, провідний науковим співробітником Інституту проблем сучасного мистецтва  Національної академії мистецтв України, на посаді проректора з наукової і міжнародної діяльності Київської державної академії декоративно-прикладного мистецтва і дизайну імені Михайла Бойчука (2022-2024), професор кафедри мистецтвознавства і мистецької освіти цієї ж академії (2024), професор кафедри візуального мистецтва і дизайну Національної академії керівних кадрів культури і мистецтва (2024). За сумісництвом виконувала обов'язки: наукового співробітника Музею Івана Гончара, доцента кафедри «Дизайн середовища», кафедри «Теорія та історія мистецтва» Київського державного Інституту декоративно-прикладного мистецтва і дизайну імені Михайла Бойчука, доцента кафедри графічного дизайну Інституту дизайну та реклами Київського національного університету культури і мистецтв, старшого наукового співробітника відділу шевченкознавства Інституту літератури імені Тараса Шевченка НАН України.

## Наукова діяльність
У науковому доробку більше 100 наукових праць присвячених проблемам образотворчого та декоративно-прикладного мистецтва, культурології, опублікованих у фахових виданнях
Автор монографій «Українські мальовані весільні скрині: Типологія, іконографія, художні особливості» (2010 р.), «Метамодель українського живопису» (2019 р.; найкраща українська книжка 2019 р. у гуманітаристиці за версією PEN Ukraine). Автор статей до «Енциклопедії історії України», «Шевченківської енциклопедії» (17 др. арк.), «Енциклопедії сучасної України». Науковий редактор збірника наукових праць «Сучасні проблеми художньої освіти в Україні» Інституту проблем сучасного мистецтва Національної академії мистецтв України (з 2016 р.).
Під її керівництвом захищені дисертації аспірантів та здобувачів Інституту проблем сучасного мистецтва НАМ України: Гончар К. Р.(2015 р.), Чуйко Т. П. (2016 р.), Чуднівець А. С. (2020 р.), Мандра Н. Б. (2021), Шевченко М. Є. (2021), Роготченко С. В. (2023), Національної академії образотворчого мистецтва і архітектури Балтазюк І. В. (2023), Луцишина Д. В. (2023), Автор концепції та спів-куратор (разом з Чуйко Т. П.) виставкових проектів «Культурний код України у художньому просторі пейзажу» (2017, НМТШ), «Фіксація мнимого» (2017, НМТШ).
Автор понад 200 наукових рецензій.
Ініціювала видання і розробила концепцію наукових журналів «Бойчуківські студії», «Visual culture of Ukraine», «Дизайн: Дослідження. Теорія. Практика» Київської державної академії декоративно-прикладного мистецтва і дизайну. Перші номери вийшли у 2023 р. Головний редактор наукового журналу «Visual culture of Ukraine».

## Нагороди
- Державна премія України в галузі науки і техніки 2017 року (у складі авторського колективу)  за шеститомну «Шевченківську енциклопедію».